# Alçabéhéty
Pour les articles homonymes, voir Alçabéhéty.
Alçabéhéty est une ancienne commune française du département des Pyrénées-Atlantiques. En 1833, la commune fusionne avec Alçay et Sunharette pour former la nouvelle commune de Alçay-Alçabéhéty-Sunharette.

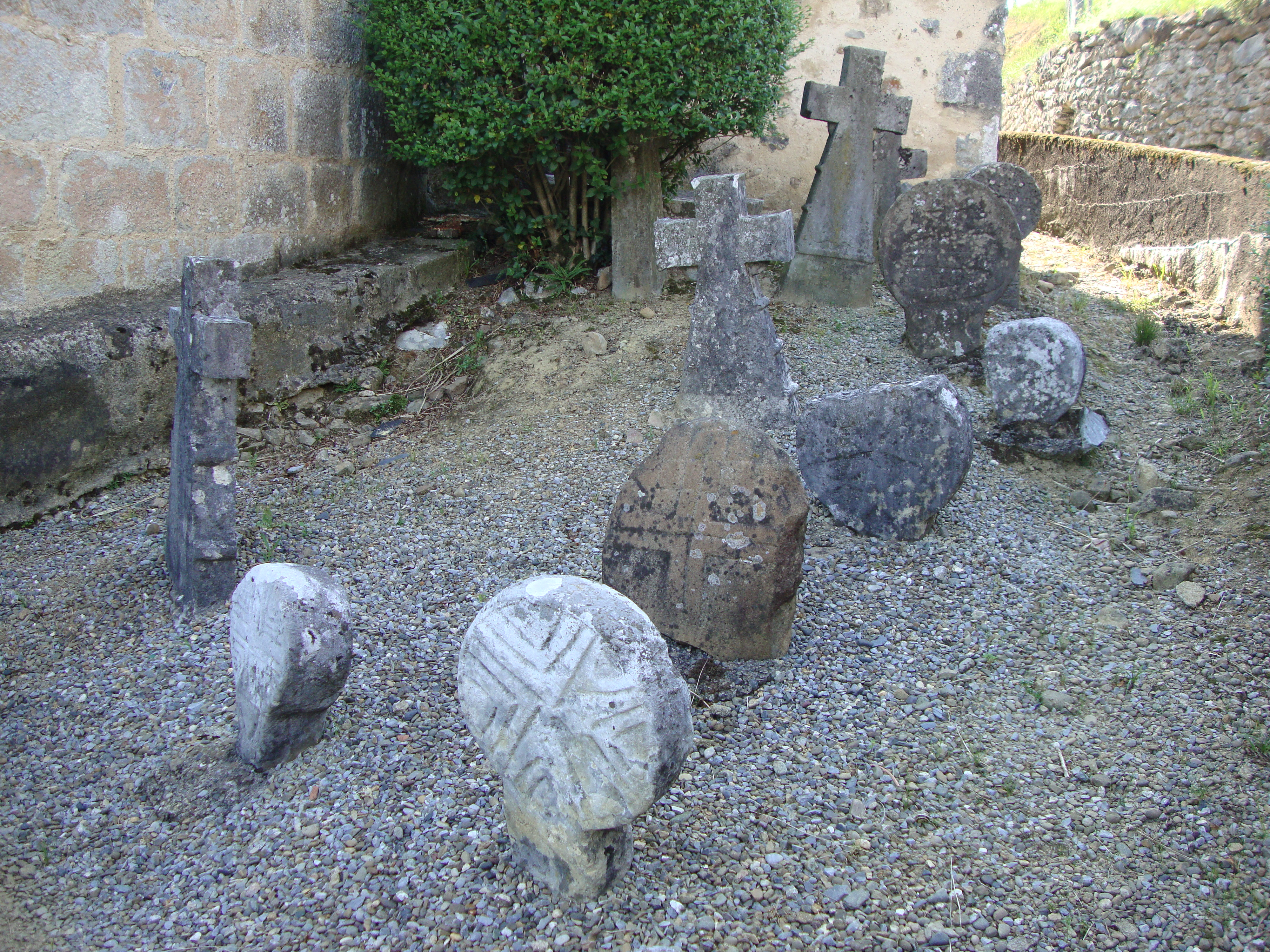
Stèles discoïdales

## Géographie
Alçabéhéty fait partie de la Soule et se situe à quinze kilomètres au sud de Mauléon-Licharre.

## Toponymie
Le toponyme Alçabéhéty apparaît sous la forme 
Aucet Juson (1337), 
Auser-Juson (1385, collection Duchesne volume CXIV), 
Auset Juson et Auzat Juzon (1385), 
Aucet Juzon (1690), 
Alcabehety (1793 ou an II) et 
Alçabehety (1801, Bulletin des lois).
Son nom basque est Altzabeheti.
Pour Jean-Baptiste Orpustan, la base (h)altz ('aulne') s'impose pour Alçabéhéty, beheti signifiant 'situé en bas'.

## Démographie
| 1793 | 1800 | 1806 | 1821 |
| ---- | ---- | ---- | ---- |
| 161  | 157  | 162  | 164  |

## Culture locale et patrimoine

### Patrimoine religieux
L'église d'Alçabéhéty comporte un chrisme remarquable.

## Pour approfondir